# Фишер-Вепплер, Саша
Са́ша Фи́шер-Ве́пплер (нем. Sascha Fischer-Weppler) — немецкий кёрлингист.
В составе мужской сборной ФРГ участник двух чемпионатов мира (лучший результат — четвёртое место в 1979).
Играл на позиции второго.

## Команды
| Сезон   | Четвёртый   | Третий             | Второй             | Первый           | Турниры           |
| ------- | ----------- | ------------------ | ------------------ | ---------------- | ----------------- |
| 1977—78 | Кит Вендорф | Саша Фишер-Вепплер | Балинт фон Бери    | Хайно фон Лесток | ЧМ 1978 (6 место) |
| 1978—79 | Кит Вендорф | Балинт фон Бери    | Саша Фишер-Вепплер | Хайно фон Лесток | ЧМ 1979 (4 место) |

(скипы выделены полужирным шрифтом)